# WQHT
40° 44′ 54″ N, 73° 59′ 10″ O

WQHT, plus connue sous le nom Hot 97, est une station de radio américaine diffusée à New York. Elle est surtout connue pour ses interviews régulières avec de nombreux artistes du milieu hip-hop comme P. Diddy, DMX, Jay-Z, Lil' Kim, ou encore Foxy Brown. La station se présente comme étant la première radio hip-hop aux .
Diffusée à l'origine en 1986 sur la fréquence 103,5 FM sous le nom de Hot 103, la radio se situe dorénavant sur la fréquence 97,1 FM, d'où son changement de nom. 